# Roni (Bobby Brown-dal)
A Roni című dal az amerikai R&B előadó Bobby Brown kislemeze, melyet Kenneth "Babyface" Edmonds, Daniel Bristol írt. A dal a 3. kislemez Brown második stúdióalbumáról a Don't Be Cruel címűről. A dal a Billboard 100-as listán és a Hot Black kislemezlistára is felkerült 1989 januárjában.

## Megjelenések
12"  MCA 257 576-0
1. Roni (Extended Version) - 7:48
2. Roni (Pebbarone Mix) - 5:16
3. Roni (7" Version) - 4:30

CD Single  MCA  DMCAT1384
1. Roni (7" Version) - 4:30
2. Roni (Pebbarone Mix) - 5:16
3. The Every Little Hit Mix - 8:57

## Slágerlista
| Slágerlista (1988–89)                 | Legmagasabb helyezés |
| ------------------------------------- | -------------------- |
| Új-Zéland Singles Chart               | 21                   |
| Brit kislemezlista                    | 21                   |
| US Billboard Hot 100                  | 3                    |
| US Hot Dance Music/Maxi-Singles Sales | 7                    |
| US Hot Black Singles                  | 2                    |